# Accioly Vieira
Accioly Vieira de Andrade (Cícero Dantas, 16 de julho de 1907 — 1 de novembro de 1996) foi um engenheiro civil, servidor público e político brasileiro.

## Biografia

### Primeiros anos e formação acadêmica
Accioly Vieira nasceu no município de Cícero Dantas, no interior do estado da Bahia, em 16 de julho de 1907.
No ano de 1934, formou-se no curso de engenharia civil da Escola Politécnica da Universidade Federal da Bahia, unidade vinculada à Universidade Federal da Bahia (UFBA).

### Atuação
No ano seguinte, em 1935, tornou-se engenheiro da Prefeitura de Salvador, após efetivação em concurso público.
Ganhou medalha de honra ao mérito por ter completado 50 anos de funcionalismo público.

### Política
Em 1946, foi eleito Prefeito de Cipó, onde cumpriu um mandato em frente à Prefeitura. Filiado na União Democrática Nacional (UDN), foi eleito para o cargo de deputado estadual no ano de 1958 e foi reeleito para o cargo em 1962.
Deixou o quadro da UDN e filiou-se na Aliança Renovadora Nacional (ARENA), partido que deu sustentação à ditadura militar brasileira, onde foi reeleito para o cargo de deputado estadual nos anos de 1966, 1970 e 1974.

## Morte
Morreu no dia 1º de novembro de 1996.